# Calomeria
Calomeria es un género de plantas con flores perteneciente a la familia de las asteráceas. Comprende 15 especies descritas y de estas. solo 2 aceptadas.

## Taxonomía
El género fue descrito por Étienne Pierre Ventenat y publicado en Jardin de la Malmaison 73. 1804.

## Especies
A continuación se brinda un listado de las especies del género Calomeria aceptadas hasta julio de 2012, ordenadas alfabéticamente. Para cada una se indica el nombre binomial seguido del autor, abreviado según las convenciones y usos.
- Calomeria africana (S.Moore) Heine
- Calomeria amaranthoides Vent.